# ستيف ريد (سياسي)
ستيف ريد (بالإنجليزية: Steve Reed)‏ هو سياسي بريطاني، ولد في 12 نوفمبر 1963 في سانت ألبانز في المملكة المتحدة. حزبياً، نشط في حزب العمال. في 2012 Croydon North by-election ‏، انتخب عضو برلمان المملكة المتحدة الـ55 عن دائرة كرويدون الشمالية وقد انضم خلال فترته النيابية ‏ (30 نوفمبر 2012 – 30 مارس 2015) للكتلة البرلمانية حزب العمال وفي الانتخابات العامة في المملكة المتحدة 2015، انتخب عضو برلمان المملكة المتحدة الـ56 عن دائرة كرويدون الشمالية وقد انضم خلال فترته النيابية ‏ (8 مايو 2015 – 3 مايو 2017) للكتلة البرلمانية Labour and Co-operative Party ‏ وفي الانتخابات التشريعية البريطانية 2017، انتخب عضو برلمان المملكة المتحدة الـ57 عن دائرة كرويدون الشمالية وقد انضم خلال فترته النيابية ‏ (8 يونيو 2017 – ) للكتلة البرلمانية Labour and Co-operative Party ‏.